# Почувствуй её любовь
«Почувствуй её любовь» (англ. Feel Her Love) — пятый эпизод второго сезона американского постапокалиптического телесериала «Одни из нас». Сценарий к эпизоду написал соавтор сериала Крэйг Мэйзин, а его режиссёром стал Стивен Уильямс. Премьера эпизода состоялась 11 мая 2025 года на канале HBO. Эпизод рассказывает о втором дне Элли (Белла Рамзи) и Дины (Изабела Мерсед) в Сиэтле, где они направляются в больницу, чтобы найти Нору (Тати Габриэль) и допросить её относительно местонахождения Эбби.
В этом эпизоде введены споры — переносчики инфекции кордицепса в играх — чтобы подтвердить иммунитет Элли. Было написано несколько сцен, соответствующих сценам из игры, а с отделом аудиозаписи Naughty Dog были проведены консультации, чтобы можно было адаптировать свистящий язык Серафитов. Критики высоко оценили режиссуру, операторскую работу, пролог, элементы ужаса, игру Рамзи и химию между Элли и Диной, хотя некоторые сочли сценарий затянутым и нарочитым. На линейном телевидении эпизод посмотрели 652 000 зрителей.

## Сюжет
В больнице Лэйкхилл в Сиэтле командир Вашингтонского освободительного фронта (ВОФ) Ханрахан допрашивает сержанта Элиз Парк, которая вместе со своим сыном Леоном руководила операцией по очистке подвала больницы. Леон сообщил ей, что патрульные обнаружили, что кордицепс стал заражать воздушно-капельным путём, и сказал своей матери, чтобы их запечатали внутри. Ханрахан одобряет решение Элиз и говорит, что лишь немногие избранные будут знать о переносимости грибка воздушно-капельным путём, поскольку больница слишком важна.
Получив подтверждение, что Нора находится в Лэйкхилле, Элли и Дина начинают свой второй день в Сиэтле с того, что решают пройти мимо склада, которого сторонится ВОФ. По пути они сталкиваются с ещё большим количеством мёртвых Серафитов, что заставляет Элли усомниться в правильности решения взять с собой Дину. Дина вновь подтверждает своё стремление помочь Элли отомстить, ссылаясь на воспоминание из детства, когда она убила налётчика, который убил её мать и сестру.
На складе Элли и Дина попадают в засаду нескольких разумных заражённых, известных как сталкеры. Элли предлагает пожертвовать собой, пока Дина бежит в укрытие, но к ним вовремя подоспел Джесси, который преследовал их до Сиэтла вместе с Томми. Они втроём убегают от солдат ВОФ, которые останавливаются, когда они входят в местный парк, контролируемый Серафитами. Элли, Дина и Джесси становятся свидетелями того, как Серафиты выпускают кишки солдату ВОФ. Серафиты стреляют Дине стрелой в ногу, и Элли устраивает отвлекающий манёвр, пока Джесси уносит Дину в безопасное место. Элли обнаруживает, что больница находится неподалёку, и продолжает своё путешествие одна.
В Лэйкхилле Элли держит Нору под дулом пистолета и расспрашивает её о местонахождении Эбби. Нора извиняется за жестокое убийство Джоэла, после чего она издевается над Элли по этому поводу. Когда Нора отбивается и убегает, Элли следует за ней, уклоняясь от стреляющих в ней солдат ВОФ. Когда Нора убегает через запертую шахту лифта, она падает и оказывается в подвале. Элли идёт следом и обнаруживает заражённых солдат ВОФ, включая Леона, чьи тела выделяют споры кордицепса, заражая Нору, но не Элли. Нора осознаёт, что Элли — та самая девочка с иммунитетом, ради которой Джоэл убил Цикад, включая отца Эбби, который пытался создать лекарство против грибка. К удивлению Норы, Элли признаётся, что знала о действиях Джоэла, после чего берёт трубу и начинает жестоко бить ею Нору, пытаясь выведать местонахождение Эбби.
Во флэшбэке Элли просыпается в Джексоне, Вайоминг, и её радостно встречает Джоэл.

## Производство

### Разработка и сценарий

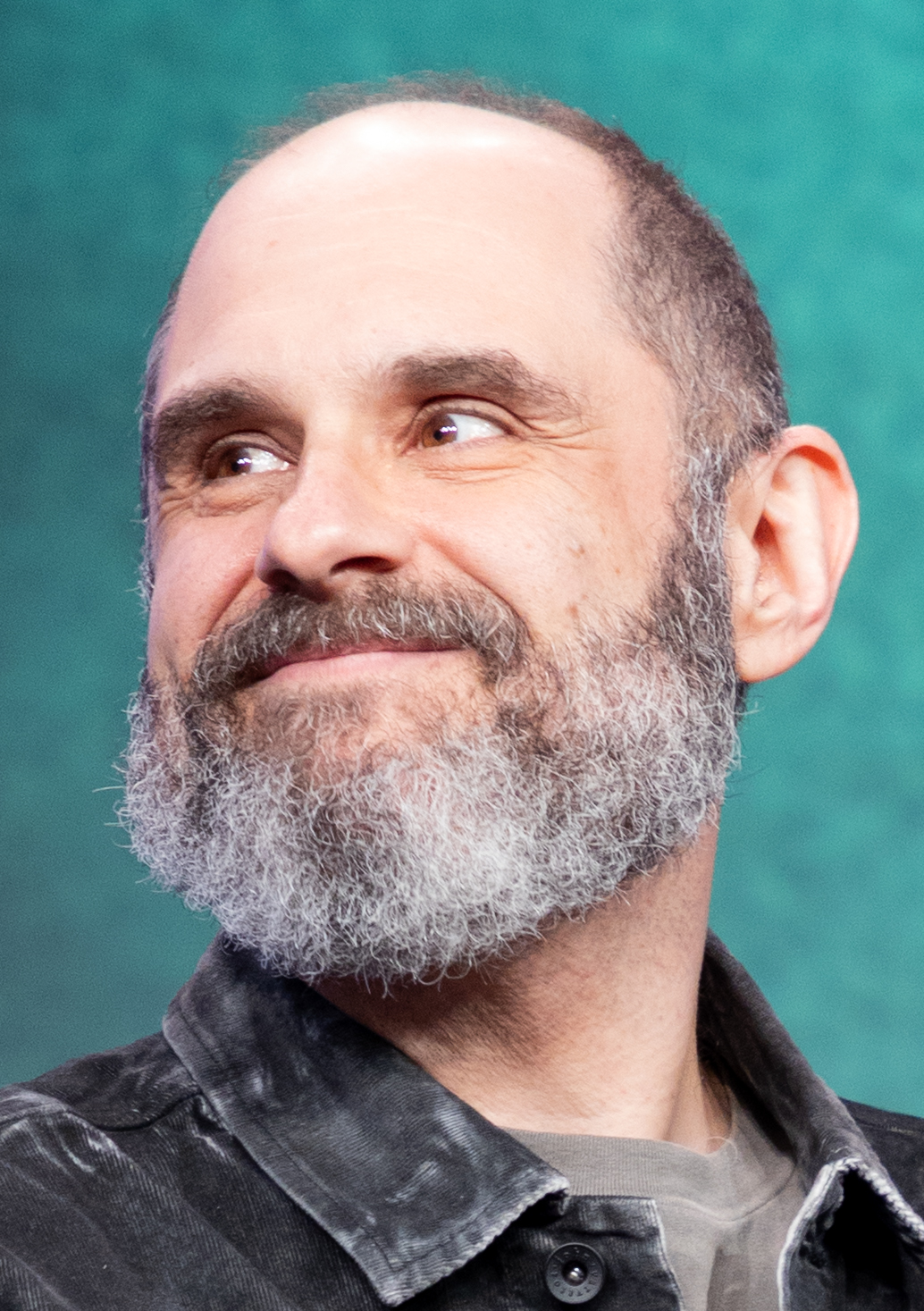
Сценарий к «Почувствуй её любовь» написал соавтор сериала Крэйг Мэйзин

Сценарий к «Почувствуй её любовь» написал соавтор сериала «Одни из нас» Крэйг Мэйзин, а его режиссёром стал Стивен Уильямс. Сценаристы чувствовали, что решение Элиз пожертвовать своим сыном является противоположностью решению Джоэла спасти Элли в первом сезоне.:6:23 Уильямс считал, что двусмысленность сцены отражает дезориентацию зрителей и персонажей. Сцены конфликта между Серафитами и ВОФ — например, гора из мёртвых Серафитов возле стены — были частично вдохновлены сценами из фильма «Иди и смотри» (1985):19:00.
Споры грибка, через которые распространяется инфекция в играх, в сериале были заменены на усики, однако споры были вновь введены в «Почувствуй её любовь», поскольку сценаристы хотели воссоздать тот момент, когда Нора осознаёт, что у Элли иммунитет и что споры на неё не влияют. Нил Дракманн, соавтор сериала, который также был одним из сценаристов и режиссёров игры, чувствовал, что повторное введение спор сохраняло динамику и драматизм угрозы, поскольку мир продолжает меняться вокруг персонажей.:4:09 Сцена в подвале больница была во многом похожа на сцену из игры, хотя некоторые диалоги были изменены из-за изменений в хронологии сериала. Мэйзину понравилось, что при красном освещении глаза Элли казались чёрными.:50:10 Он и монтажёр Тимоти А. Гуд называли Элли «детёнышем акулы» в этой сцене из-за тьмы и смерти в её глазах.
Мэйзин рассмотрел несколько альтернатив песне Pearl Jam «Future Days», однако Дракманн счёл, что короткий отрывок будет более эффективным, и они оценили более глубокий смысл текста песни.:13:33 Мэйзин хотел, чтобы эта сцена подразумевала возрождение тёмной стороны Элли и её стремления карать. Когда они просматривали сцену вместе с Гудом, они услышали низкий гул, который, как предположил Мэйзин, был добавлен Гудом; на самом деле звук исходил из другой комнаты, где Эмили Мендес монтировала седьмой эпизод сезона. Они взяли этот звук и добавили его в эпизод «Почувствуй её любовь», что Мэйзин счёл счастливой случайностью:14:08. В титрах эпизода звучит песня Pearl Jam «Present Tense (Redux)», что является новой версией их песни 1996 года; 12 мая 2025 года группа выпустила мини-альбом с этой песней.
Когда Мэйзин писал сцену с Серафитами в лесу, он вспоминал, что чувствовал, когда играл в эту игру и слышал их свист:35:54. Команда звукорежиссёров сериала встретилась со звуковым отделом Naughty Dog, который создал свистящий язык для Серафитов при создании игры, чтобы изучить этот язык и обменяться ресурсами; для эпизода свисты были перезаписаны. Некоторые свисты были слегка изменены, чтобы добиться более глубокого эмоционального воздействия, а не точности, но в основном они были похожи на те, что звучали в игре.:36:32 Сценаристы хотели включить насилие — например, когда Серафиты выпускают кишки солдату ВОФ — не ради того, чтобы лишь шокировать зрителей, а для того, чтобы оно оказало воздействие на зрителей и персонажей:38:23. Решение о том, чтобы в Дину попала стрела, было обусловлено стремлением сериала сосредоточиться на реализме, поскольку Элли, будучи раненой стрелой, как в игре, не смогла бы продолжать своё путешествие:42:09.

### Подбор актёров и персонажи

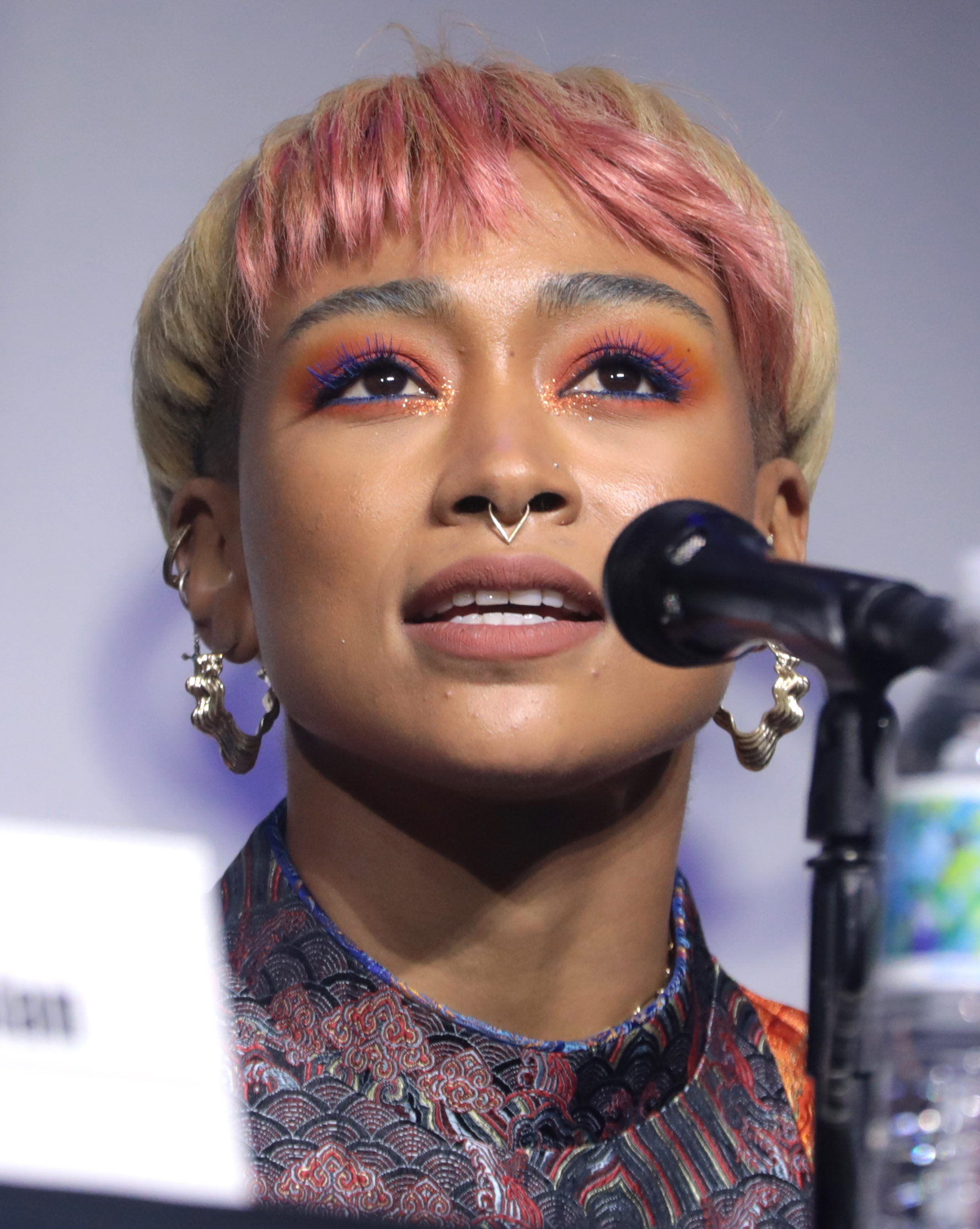
Тати Габриэль попросили сыграть сцену Норы с Элли так, будто бы она сомневающаяся христианка, которая увидела Иисуса Христа или лик Божий

Белле Рамзи, которая исполняет роль Элли, понравилось работать с Уильямсом из-за его открытости в постановке сцен, позволяющей актёрам совместно следовать своим инстинктам, а не предписанным путям.:5:17 Рамзи оценила возможность исследовать жестокость Элли, контрастируя со своим собственным поведением, и чувствовала, что Элли не нравится, что она становилась всё больше похожей на Джоэла в своей склонности к насилию. Изабела Мерсед репетировала монолог Дины о своей семье в течение двух месяцев перед началом съёмок,:21:54 стремясь произнести его в непринуждённой манере, думая, что Дина избежит мелодраматизма. Она считала важным установить, что несмотря на кажущуюся уравновешенность, Дина также стремится отомстить, подобно Элли, хотя она ощущала, что смерть её семьи «должна была стать сигналом, который вызвал бы другой отклик», а не оправданием для мести. Мерсед чувствовала, что прямолинейность Дины была способом справиться с её травмой, а прикосновение Элли к её щеке позволило ей снять напряжение и горе. Янг Мазино, который играет Джесси, считал, что персонаж был больше раздражён стремлением Элли и Дины к месте, чем развивающимися романтическими отношениями между ними.
Тати Габриэль, которая играет Нору, была на волосок от смерти во время съёмок и вспоминала, что в то время её «мозг находился немного между сознанием и бессознательным состоянием». Она подошла к первым сценам Норы в эпизоде так, будто она испытывала диссоциацию, разрываясь между справедливостью и жестокостью смерти Джоэла. Она чувствовала, что поведение Норы было продиктовано её преданностью Эбби и её отцу, поскольку она считала, что убийство Джоэлом Цикад «обрекло мир на гибель». Габриэль изобразила извинения Норы перед Элли как искренние, полагая, что Нора также была травмирована жестокостью гибели Джоэла, хотя и считала, что он заслуживал правосудия за свои поступки. Габриэль понравились экшн-сцены, которые потребовали нескольких дублей; ей казалось, что Нора должна была бегом спасать себя, но её попросили замедлить темп. Когда Габриэль неправильно приземлилась в шахте лифта, Уильямс, который был осторожен в плане трюков, остановил съёмки на целый день, несмотря на настойчивость Габриэль продолжать съёмки, так как его «сердце больше не выдержит этого».
Габриэль «углубилась в детали» вместе с Мейзином по поводу заражения Норы спорами, желая убедиться, что детали были точными. Нора начинает дёргаться, когда инфекция поражает её мозг; Габриэль считала, что сочетание эмоциональной и физической игры было «вероятно самой сложной вещью, которую [ей] когда-либо приходилось делать как актрисе». Когда Нора понимает, что у Элли иммунитет, Уильямс и Мэйзин объяснили Габриэль эту сцену так, как будто Нора была слегка сомневающейся христианкой, которая увидела Иисуса Христа или лик Божий:50:53. По мнению Габриэль, Нора поняла, что у неё нет надежды, узнав, что Элли уже знала о действиях Джоэла, поскольку это означало, что её целью была исключительно месть. Она вспомнила, что решимость в глазах Рамзи помогла ей ощутить эмоции Норы, когда та умоляла Элли. Габриэль настаивала на том, чтобы Рамзи сильнее била по ней во время съёмок, считая это справедливым после того, как она сама удерживала Рамзи в течение нескольких часов во время съёмок второго эпизода. Они репетировали сцену вместе, однако они не хотели влиять на работу друг друга, предпочитая оставаться честными в своей игре.

### Съёмки
Производство эпизода началось примерно в мае 2024 года. Главный оператор-постановщик сериала Ксения Середа работала над эпизодом вместе с Уильямсом. Съёмки проходили в Даунтаун-Истсайде 12 июля, 13 июля они были перенесены в Стэнли-парк, а 25 июля — в Даунтаун-Ванкувер. С 25 по 27 июля часть парка Харбор-Грин в Кол-Харборе была закрыта для съёмок, во время которых были использованы несколько заброшенных автомобилей и растительность. Для съёмок сцен в парке Серафитов был использован Стэнли-парк, который, по мнению главного менеджера по местам съёмок Николь Шартран, отражал идею «разрастания растительности в городской среди».:3:07 Уильямс позаботился о том, чтобы сцена строилась вокруг персонажей, чтобы избежать ощущения, будто это «всего лишь большая постановочная экшн-сцена».
Съёмки проходили в Нью-Уэстминстере 28 июля, в театре «Орфеум» — 29 июля, а также вокруг улиц Кордова и Кэмби в Гастауне с 9 по 13 августа. Команды по визуальным эффектам состарили театр на компьютере, сохранив при этом некоторую чистоту, чтобы продемонстрировать его сохранность. Мэйзин и Дракманн были довольны сходством локации с версией из игры; некоторые элементы были созданы художником-постановщиком Доном Макоули и его командой, чтобы они больше соответствовали элементам из игры, среди которых дизайн ковра.:16:55
Сцена со сталкерами была снята на бывшей молочной фабрике в Британской Колумбии, где хранились некоторые костюмы и реквизит, которые были использованы в первом сезоне сериала «Сёгун».:24:32 Глаза сталкеров были созданы таким образом, чтобы они отражали свет ночью, подобно животным вроде собак и овец; Мэйзин хотел, чтобы они выглядели реалистично, а не как у Джав из «Звёздных войн», а Дракманн считал, что это отражает инфекцию, разъедающую их глаза наподобие катаракты.:28:40 Исполнители ролей сталкеров отрабатывали свои движения, чтобы они были похожи на танец.:1:00 Когда появляется Джесси, Середа использовала устройство от Lensbaby, чтобы исказить объектив и создать размытый эффект головокружения, чтобы отразить замешательство Элли, из-за которого она на мгновение принимает Джесси за Джоэла.:29:32

## Реакция

### Показ и рейтинги
Премьера эпизода состоялась на канале HBO 11 мая 2025. На линейном телевидении эпизод посмотрели 652 000 зрителей, а его рейтинг составляет 0,14.

### Реакция критиков
«Почувствуй её любовь» получил рейтинг 95% на сайте Rotten Tomatoes на основании 19 отзывов. Бринна Адамс из Den of Geek написала, что эпизод «проделал феноменальную работу по подготовке почвы для грядущих ставок», а Саймон Карди из IGN назвал его «хорошим эпизодом, но не на таком же высоком уровне», как предыдущий. Кэти Долл из Comic Book Resources (CBR) посчитала этот эпизод самым слабым в сезоне на сегодняшний день, но отметила, что «тот факт, что он всё ещё великолепен, свидетельствует о качестве шоу». Бен Трэверс из IndieWire похвалил режиссуру Уильямса, особенно в сцене со сталкерами и появлении Джесси. Некоторые критики высоко оценили изображение спор в подвале; Алан Сепинуолл из «Rolling Stone» назвал это одним «самых запоминающихся, жутких и отвратительных образов» сериала. Кеннет Шепард из Kotaku похвалил использование мелодии «Vanishing Grace», звучавшей при встрече с жирафом, в сцене, где Элли находит гитару.
Алекс Залбен из «Total Film» описал выступление Рамзи в сцене в подвале больницы как «подобное змее, сбрасывающей свою кожу», а Кэролайн Сиде из The A.V. Club описала его так, «как будто Элли диссоциировалась» и «превратилась в Эбби». Виктория Кеннеди из Eurogamer похвалила Рамзи за то, как она изобразила «ухудшающее психическое состояние и отчуждённость» Элли, а Кайя Шуньята из The Daily Beast назвал её «идеальной актрисой, способной воплотить это погружение в безумие», сославшись на сочетание в ней жестокости и очарования. Долл из CBR почувствовала, что это развеяло любые сомнения относительно способности Рамзи изображать гнев Элли, хотя Карди из IGN и Мэри Кассель из Screen Rant не были убеждены в этом, что Карди частично объяснил это сценарием, делающим Элли похожей на ребёнка. Несколько обозревателей похвалили сценарий и игру Рамзи Мерсед, которые передавали флиртующие отношения между Элли и Диной, хотя Шепард из Kotaku чувствовал, что они были ослаблены ускоренным темпом развития их отношений в изменённой хронологии сериала. Сиде из The A.V. Club посчитала, что их осознанность делает их безрассудство менее приятным. Кеннеди из Eurogamer высоко оценила то, как Габриэль изобразила страх и непокорность, а Долл из CBR оценила дополнительную характеризацию её персонажа. Сиде из The A.V. Club сочла монолог Дины «почти академичным в плане анализа её мотиваций» и подумала, что он был бы более эффективным, если бы это был флэшбэк, а Кассель из Screen Rant сочла его прямолинейным в плане «идеального морального компромисса, который хочет услышать Элли», но необходимым для персонажа и зрителей. Некоторые критики назвали появление Джесси нарочитым воплощением deus ex machina, а Шепард из Kotaku чувствовал, что его личность была сделана более жёсткой, чем у его версии из игры, чтобы действия Элли были более удобоваримыми.
Несколько критиков похвалили зловещий и леденящий душу пролог эпизода и сцену со сталкерами. Обозреватели оценили введение спор, хотя Карди из IGN счёл их несущественными и ненужными. Некоторые посчитали этот эпизод медленным в развитии повествования; Ноэль Мюррей из The New York Times посчитал, что повторяющийся сеттинг Сиэтла сделал сюжет «утомительным» и «немного зацикленным», а Джошуа Ривера из «Vanity Fair» счёл темп сбивающим с толку даже для тех, кто знаком с играми. Сиде из The A.V. Club не понравилось повторение тем из предыдущего эпизода. Шепард из Kotaku посчитал сцену пыток Норы неглубокой по сравнению с версией из игры, сославшись на добавленную в неё экспозицию, и счёл её «самым ужасающим примером тенденции The Last of Us подвергать чернокожих персонажей худшей участи». Карди из IGN посчитал, что если оставить жестокость за кадром, то это уменьшит её воздействие и защитит образ Элли, по сравнению с тем, как это не защитило Эбби во время убийства Джоэла. Он счёл сцену в парке Серафитов впечатляющей, а её дизайн напоминает фильмы «Апостол» и «Список смертников». Сепинуолл из «Rolling Stone» неодобрительно сравнил Серафитов с более поздними сезонами «Ходячих мертвецов» и посчитал, что акцент на ВОФ был несбалансированным: достаточно, чтобы отвлечь внимание от главных героев, но недостаточно, чтобы развить их в достаточной степени. Брэди Лангманн из «Esquire» посчитал, что война между Серафитами и ВОФ стала запутанной из-за разделённого фокуса между группами. Некоторые критики задались вопросом, как персонажи смогли ускользнуть от солдат ВОФ, и при этом никто не был подстрелен или пойман.

## Комментарии
1. ↑  Убийство Джоэла было показано в эпизоде «Через долину».
2. ↑  Убийство Джоэлом Цикад было показано в эпизоде «Ищи свет».
3. ↑  Сцена показана ближе к концу The Last of Us (2013) и в финале первого сезона телесериала (2023)[37]